# Grand Prix-wegrace der Naties 1976
De Grand Prix-wegrace der Naties 1976 was derde race van wereldkampioenschap wegrace voor motorfietsen in het seizoen 1976. De races werden verreden op 16 mei 1976 op het
Autodromo internazionale del Mugello nabij Scarperia e San Piero in de provincie Florence.
Deze Grand Prix kostte het leven aan Otello Buscherini en Paolo Tordi. Tordi had de vijfde startplaats in de 350 cc klasse veroverd maar in de race viel hij waarbij hij door zijn eigen machine geraakt werd. Hij was vrijwel op slag dood als gevolg van letsels aan zijn borstkas. Buscherini had die dag zijn tweede plaats in de 125 cc klasse verloren zien gaan toen zijn Malanca stuk ging. Hij viel in de 250 cc race en overleed in het ziekenhuis aan een maagverwonding.

## 500 cc
In Mugello was Marco Lucchinelli niet van de partij omdat hij een week eerder tijdens een training geblesseerd was geraakt. Giacomo Agostini, teruggekeerd na zijn tijd bij Yamaha, liet MV Agusta 500 4C staan in afwachting van de nieuwe boxermotor en gebruikte een Suzuki RG 500. Hij reed er meteen de snelste trainingstijd mee. In de race wist hij Barry Sheene (Suzuki) een tijdje voor te blijven, maar toen Phil Read (Suzuki) begon op te rukken besloot Sheene om wat meer gas te geven. Hij passeerde Agostini en dat deed Read ook. Agostini moest even later de pit in door een vastloper waardoor zijn race voorbij was. Read en Sheene maakten er een mooi gevecht van en in de laatste ronde wisselden ze nog vier keer van plaats. Uiteindelijk won Sheene met slechts een paar centimeter voorsprong op Read. Virginio Ferrari werd met zijn Suzuki derde.

### Uitslag 500 cc
| Pos | Coureur           | Merk            | Tijd            | Punten        |
| --- | ----------------- | --------------- | --------------- | ------------- |
| 1   | Barry Sheene      | Suzuki          | 1h 02' 35" 5    | 15            |
| 2   | Phil Read         | Suzuki          | + 0" 1          | 12            |
| 3   | Virginio Ferrari  | Suzuki          | + 53"           | 10            |
| 4   | Teuvo Länsivuori  | Suzuki          | + 53" 5         | 8             |
| 5   | Pat Hennen        | Suzuki          | + 1' 39" 3      | 6             |
| 6   | Marcel Ankoné     | Suzuki          | + 1' 45" 3      | 5             |
| 7   | Stu Avant         | Suzuki          | + 1' 50" 7      | 4             |
| 8   | Philippe Coulon   | Suzuki          | + 1 ronde       | 3             |
| 9   | Dieter Braun      | Suzuki          | + 1 ronde       | 2             |
| 10  | Børge Nielsen     | Yamaha          | + 1 ronde       | 1             |
| 11  | Max Wiener        | Yamaha          | + 2 ronden      |               |
| DNS | Marco Lucchinelli | Suzuki          | blessure        |               |
| DNF | Mario Fiorentino  | Suzuki          |                 |               |
| DNF | Boet van Dulmen   | Yamaha          | schakelpedaal   | schakelpedaal |
| DNF | Victor Soussan    | Yamaha          |                 |               |
| DNF | Mario Necchi      | Suzuki          |                 |               |
| DNF | Gilles Husson     | Yamaha          |                 |               |
| DNF | John Newbold      | Suzuki          |                 |               |
| DNF | Michel Rougerie   | Suzuki          |                 |               |
| DNF | Germano Paganini  | Suzuki          |                 |               |
| DNF | Karl Auer         | Yamaha          |                 |               |
| DNF | Nico Cereghini    | Suzuki          |                 |               |
| DNF | Giorgio Avveduti  | Suzuki          |                 |               |
| DNF | Edmar Ferreira    | Yamaha          |                 |               |
| DNF | Jack Findlay      | Suzuki          |                 |               |
| DNF | Vanes Francini    | Yamaha          |                 |               |
| DNF | Giacomo Agostini  | Suzuki          | vastloper       |               |
| DNF | Victor Palomo     | Yamaha          |                 |               |
| DNF | Vittorio Gornati  | Suzuki          |                 |               |
| DNF | Carlo Piazza      | Suzuki          |                 |               |
| DNF | Johnny Cecotto    | Yamaha          | remmen          |               |
| DNF | Eduardo Elias     | Harley-Davidson | Harley-Davidson |               |

## 350 cc
Giacomo Agostini (MV Agusta) startte in zijn thuisrace in Mugello als snelste, maar hij gaf al na enkele ronden op omdat zijn gearing te kort was gekozen en de MV Agusta te veel toeren maakte. Johnny Cecotto (Yamaha nam de leiding over, opgejaagd door Walter Villa (Harley-Davidson). Leif Gustafsson was toen nog derde, maar hij viel in de zesde ronde. In de negende ronde klom het jonge talent Franco Uncini (Yamaha) op naar de tweede plaats toen de machine van Villa slecht begon te lopen. Dat gaf Pentti Korhonen de kans om de derde plaats over te nemen, maar die werd op zijn beurt terugverwezen door John Dodds (Yamaha). In deze race verongelukte Paolo Tordi.

### Uitslag 350 cc
| Pos | Coureur             | Merk            | Tijd       | Punten |
| --- | ------------------- | --------------- | ---------- | ------ |
| 1   | Johnny Cecotto      | Yamaha          | 55' 01" 8  | 15     |
| 2   | Franco Uncini       | Yamaha          | + 30" 5    | 12     |
| 3   | John Dodds          | Yamaha          | + 33" 4    | 10     |
| 4   | Pentti Korhonen     | Yamaha          | + 36" 2    | 8      |
| 5   | Tom Herron          | Yamaha          | + 37"      | 6      |
| 6   | Kork Ballington     | Yamaha          | + 37" 5    | 5      |
| 7   | Walter Villa        | Harley-Davidson | + 37" 7    | 4      |
| 8   | Boet van Dulmen     | Yamaha          | + 1' 00" 6 | 3      |
| 9   | Philippe Bouzanne   | Yamaha          | + 1' 06" 3 | 2      |
| 10  | Takazumi Katayama   | Yamaha          | + 1' 11" 3 | 1      |
| 11  | Vanes Francini      | Yamaha          | + 1' 19" 2 |        |
| 12  | Jean-François Baldé | Yamaha          | + 1' 21" 2 |        |
| 13  | Alan North          | Yamaha          | + 1' 39" 3 |        |
| 14  | Christian Huguet    | Yamaha          | + 2' 10" 3 |        |
| 15  | Fosco Giansanti     | Yamaha          | + 1 ronde  |        |
| DNF | Giacomo Agostini    | MV Agusta       |            |        |
| DNF | Leif Gustafsson     | Yamaha          | val        |        |
| DNF | Paolo Tordi         | Yamaha          | val        | (†)    |
| DNF | Patrick Pons        | Yamaha          |            |        |
| DNF | Víctor Palomo       | Yamaha          |            |        |
| DNF | Bruno Kneubühler    | Yamaha          |            |        |
| DNF | Giuseppe Consalvi   | Yamaha          |            |        |
| DNF | Eduardo Elias       | Yamaha          |            |        |
| DNF | Gérard Choukroun    | Yamaha          |            |        |
| DNF | Chas Mortimer       | Yamaha          |            |        |

## 250 cc
Na een goede 350 cc race (vierde) startte Pentti Korhonen ook sterk in de 250 cc race van Mugello. Pas in de zevende ronde werd hij van de kop verdrongen door Walter Villa en in de dertiende ronde haalde ook Takazumi Katayama hem in. Korhonen wist wel de derde plaats vast te houden. In deze race verongelukte Otello Buscherini.

### Uitslag 250 cc
| Pos | Coureur             | Merk            | Tijd       | Punten |
| --- | ------------------- | --------------- | ---------- | ------ |
| 1   | Walter Villa        | Harley-Davidson | 51' 43" 3  | 15     |
| 2   | Takazumi Katayama   | Yamaha          | + 21" 8    | 12     |
| 3   | Pentti Korhonen     | Yamaha          | + 37" 9    | 10     |
| 4   | Chas Mortimer       | Yamaha          | + 1' 00" 1 | 8      |
| 5   | Jean-François Baldé | Yamaha          | + 1' 01" 4 | 6      |
| 6   | Bruno Kneubühler    | Yamaha          | + 1' 15" 8 | 5      |
| 7   | Tom Herron          | Yamaha          | + 1' 21" 9 | 4      |
| 8   | Philippe Bouzanne   | Yamaha          | + 1' 28" 3 | 3      |
| 9   | Olivier Chevallier  | Yamaha          | + 1' 40" 9 | 2      |
| 10  | Eero Hyvärinen      | Yamaha          | + 1' 41" 2 | 1      |
| 11  | Mario Lega          | Yamaha          | + 1' 44" 1 |        |
| 12  | Denis Boulom        | Yamaha          | + 1' 46" 1 |        |
| 13  | Hans Stadelmann     | Yamaha          | + 1' 59" 7 |        |
| 14  | Christian Sarron    | Yamaha          | + 1 ronde  |        |
| 15  | Erick Andersson     | Yamaha          | + 1 ronde  |        |
| 16  | Alfio Micheli       | Harley-Davidson | + 1 ronde  |        |
| 17  | Rudolf Weiss        | Yamaha          | + 1 ronde  |        |
| DNF | Patrick Pons        | Yamaha          |            |        |
| DNF | Paolo Pileri        | Morbidelli      |            |        |
| DNF | Virginio Ferrari    | Harley-Davidson |            |        |
| DNF | Michel Rougerie     | Yamaha          |            |        |
| DNF | Kork Ballington     | Yamaha          |            |        |
| DNF | Paolo Tordi         | Yamaha          |            |        |
| DNF | Leif Gustafsson     | Yamaha          |            |        |
| DNF | John Dodds          | Yamaha          |            |        |
| DNF | Gérard Choukron     | Yamaha          |            |        |
| DNF | Otello Buscherini   | Yamaha          | val        | (†)    |
| DNF | Gianfranco Bonera   | Harley-Davidson |            |        |

## 125 cc
Na zijn overwinning in de openingsrace in de GP van Oostenrijk won Pier Paolo Bianchi (Morbidelli) ook in Mugello door de leiding van start tot finish vast te houden. Deze keer leek zijn teamgenoot Paolo Pileri niet in staat om Otello Buscherini bij te houden. Uiteindelijk viel diens Malanca echter stil en zo werd Pileri toch nog tweede. Daar achter wist Ángel Nieto (Bultaco) zich voorbij Henk van Kessel (Condor) te vechten en derde te worden.

### Uitslag 125 cc
| Pos | Coureur            | Merk            | Tijd       | Punten |
| --- | ------------------ | --------------- | ---------- | ------ |
| 1   | Pier Paolo Bianchi | Morbidelli      | 46' 54" 2  | 15     |
| 2   | Paolo Pileri       | Morbidelli      | + 24" 7    | 12     |
| 3   | Ángel Nieto        | Bultaco         | + 1' 05" 3 | 10     |
| 4   | Henk van Kessel    | Condor          | + 1 ronde  | 8      |
| 5   | Eugenio Lazzarini  | Morbidelli      | + 1 ronde  | 6      |
| 6   | Enrico Cereda      | Morbidelli      | + 1 ronde  | 5      |
| 7   | Luciano Richetti   | Harley-Davidson | + 1 ronde  | 4      |
| 8   | Pierluigi Conforti | Yamaha-Italjet  | + 1 ronde  | 3      |
| 9   | Auno Hakala        | Yamaha          | + 1 ronde  | 2      |
| 10  | Matti Kinnunen     | Maico           | + 1 ronde  | 1      |
| 11  | Hans Müller        | Yamaha          | + 2 ronden |        |
| DNF | Otello Buscherini  | Malanca         |            |        |
| DNF | Xaver Tschannen    | Maico           |            |        |
| DNF | Ermanno Giuliano   | Malanca         |            |        |
| DNF | Stefan Dörflinger  | Morbidelli      |            |        |
| DNF | Harald Bartol      | Morbidelli      |            |        |
| DNF | Pentti Salonen     | Yamaha          |            |        |
| DNF | Peter Frohnmeyer   | DRS             |            |        |

## 50 cc
In de 50 cc race startte de Belg Patrick DeWolf als snelste, maar hij werd al snel voorbijgereden door Ángel Nieto, die van de rest van het veld wegliep en onbedreigd won. Halverwege de race rukte Eugenio Lazzarini met zijn UFO-Morbidelli op naar de tweede plaats en die hield hij ook vast. Ulrich Graf bezette de derde plaats, maar hij kreeg last van een oude schouderblessure en moest Rudolf Kunz voorbij laten gaan.

### Uitslag 50 cc
| Pos | Coureur            | Merk           | Tijd       | Punten |
| --- | ------------------ | -------------- | ---------- | ------ |
| 1   | Ángel Nieto        | Bultaco        | 30' 49" 9  | 15     |
| 2   | Eugenio Lazzarini  | UFO-Morbidelli | + 24" 9    | 12     |
| 3   | Rudolf Kunz        | Kreidler       | + 32" 8    | 10     |
| 4   | Ulrich Graf        | Kreidler       | + 40" 7    | 8      |
| 5   | Stefan Dörflinger  | Kreidler       | + 56" 9    | 6      |
| 6   | Rolf Blatter       | Kreidler       | + 1' 25" 1 | 5      |
| 7   | Ezio Mischiatti    | Derbi-MGM      | + 1' 34" 6 | 4      |
| 8   | Ramón Galí         | Derbi          | + 1' 38" 5 | 3      |
| 9   | Pierre Audry       | ABF            | + 1' 39" 5 | 2      |
| 10  | Aldo Pero          | Kreidler       | + 1' 43" 9 | 1      |
| 11  | Cees van Dongen    | Kreidler       | + 1' 44" 1 |        |
| 12  | Wolfgang Müller    | Kreidler       | + 1' 45"   |        |
| 13  | Giovanni Ziggiotto | MTK            | + 1' 45" 1 |        |
| 14  | Günter Schirnhofer | Kreidler       | + 2' 33" 9 |        |
| 15  | Patrick de Wulf    | Kreidler       | + 1 ronde  |        |
| 16  | Carlo Guerrini     | Ringhini       | + 1 ronde  |        |
| 17  | Joaquín Galí       | Derbi          | + 1 ronde  |        |
| 18  | Luigi Rinaudo      | Tomos          | + 1 ronde  |        |
| 19  | Hans Kroismayr     | Kreidler       | + 1 ronde  |        |
| 20  | Giorgio di Nunzio  | Derbi          | + 1 ronde  |        |
| DNF | Nico Polane        | Kreidler       |            |        |
| DNF | Sergio Zattoni     | Derbi          |            |        |
| DNF | Claudio Lusuardi   | Villa          |            |        |
| DNF | Hans Hummel        | Kreidler       |            |        |
| DNF | Ermanno Giuliano   | Kreidler       |            |        |

1922 · 1923 · 1924 · 1925 · 1926 · 1927 · 1928 · 1929 · 1930 · 1931 · 1932 · 1933 · 1934 · 1935 · 1936 · 1937 · 1938 · 1939 · 1947 · 1948 · 1949 · 1950 · 1951 · 1952 · 1953 · 1954 · 1955 · 1956 · 1957 · 1958 · 1959 · 1960 · 1961 · 1962 · 1963 · 1964 · 1965 · 1966 · 1967 · 1968 · 1969 · 1970 · 1971 · 1972 · 1973 · 1974 · 1975 · 1976 · 1977 · 1978 · 1979 · 1980 · 1981 · 1982 · 1983 · 1984 · 1985 · 1986 · 1987 · 1988 · 1989 · 1990